# Anhell69
Anhell69 ist ein kolumbianischer Dokumentarfilm von Theo Montoya aus dem Jahr 2022. Das Werk blickt auf die queere Filmszene Medellíns.
Der Film wurde am 7. September 2022 im Rahmen der Internationalen Filmfestspiele von Venedig uraufgeführt. Seine deutsche Premiere feierte der Film im internationalen Wettbewerb beim DOK Leipzig 2022, wo er mit der Goldenen Taube ausgezeichnet wurde.

## Inhaltsangabe
Während ein Bestattungswagen durch die Straßen von Medellín fährt, berichtet ein junger Regisseur von seinen vergangenen Erfahrungen in der gewalttätigen und konservativen lateinamerikanischen Stadt. Er erinnert sich an die Vorproduktion seines ersten Films, einen B-Movie über Geister. Den 21-jährigen Hauptdarsteller hatte der Regisseur in der jungen, queeren Szene Medellíns entdeckt. Doch dieser starb an einer Überdosis Heroin. Dieses Schicksal erlitten auch weitere Freunde des Regisseurs. Weiterhin im Mittelpunkt von Anhell69 stehen „die Träume, Zweifel und Ängste einer vernichteten Generation und den Kampf, weiter Kino[filme] zu machen“.

## Veröffentlichung
Die Premiere von Anhell69 erfolgte am 7. September 2022 beim Filmfestival von Venedig, wo Montoyas Regiearbeit eine Einladung in die unabhängige Filmreihe Settimana Internazionale della Critica (Venice International Critics’ Week) erhielt.

## Auszeichnungen
Im Rahmen seiner Präsentation beim Filmfestival von Venedig ist Anhell69 für den Hauptpreis der Sektion Settimana Internazionale della Critica nominiert. Darüber hinaus gelangte der Film in die Auswahl des in Venedig vergebenen Queer Lion. Der Film erhielt die beiden Preise nicht, wurde aber in Venedig mit einer Lobenden Erwähnung der Sektionsjury bedacht und gewann den Verona Film Club Award sowie den Mario Serandrei Award.
Beim DOK Leipzig wurde Anhell69 mit der Goldenen Taube im Internationalen Wettbewerb ausgezeichnet. „Ein furioser filmischer Bewusstseinsstrom, genährt vom menschlichen Lust- und Todestrieb“, heißt es in der Jurybegründung. „Gleichzeitig Ode an eine vom Unglück verfolgte Stadt und Tribut an die eigene Gemeinschaft, nutzt der Film die Macht der Anpassungsfähigkeit und der Grenzübertretung, um die Welt mit Fluidität, Furchtlosigkeit und radikaler Dringlichkeit zu bewohnen.“